# Donaukamsalamander
De donaukamsalamander (Triturus dobrogicus) is een watersalamander uit de familie echte salamanders of Salamandridae. De soort werd voor het eerst wetenschappelijk beschreven door Constantin Kiritzescu in 1903. Oorspronkelijk werd de wetenschappelijke naam Triton cristatus var. dobrogicus gebruikt.

## Verspreiding en habitat
Deze soort komt voor in de gehele Balkan, delen van Rusland en Oostenrijk. De habitat bestaat uit laagvlaktes in sloten, kleine meren en poelen. Ook in enigszins verstedelijkte gebieden komt de soort voor, maar voornamelijk uitgestrekte buitengebieden met veel bodemvegetatie. In de meeste gebieden waar de salamander leeft is hij vrij algemeen.

## Uiterlijke kenmerken
De lichaamskleur is bruin met kleine donkerbruine tot zwarte vlekjes over het hele lichaam, een lichtere kop en een oranje buik, vooral mannetjes in de paartijd. De mannetjes hebben dan ook een hoge kam op de rug, waaraan de naam te danken is. Deze hoge, licht gevorkte kam is bruingrijs van kleur en heeft ronde, donkere vlekken. De flanken zijn enigszins oranje gekleurd, de buik juist feloranje, hoewel er wel wat variatie is. De kam van de man loopt vaak door tot boven op de kop en heeft vele onregelmatige flarderige punten en is buiten de paartijd moeilijk waar te nemen doordat de salamanders op het land leven en de huid droger wordt. Vrouwtjes hebben vaak een lichtbruine streep op het midden van de rug. Het lichaam en de kop zijn slank, de staart is sterk zijdelings afgeplat. Deze soort lijkt een beetje op de kamsalamander (Triturus cristatus), maar blijft iets kleiner, is fijner gebouwd en heeft vaak wat lichtere kleuren.

## Algemeen
Het voedsel van de donaukamsalamander bestaat uit kleine waterdiertjes als insecten en de larven, kleine visjes en kreeftachtigen zoals watervlooien. Het gaat niet goed met deze soort; de salamander leeft in het riviersysteem van de Donau, waar tegenwoordig heel wat delen afgedamd worden, en de hiermee gepaard gaande verdroging en ook vervuiling en landschapsvernietiging hebben ervoor gezorgd dat de soort vrij snel achteruit gaat in aantal en verspreidingsgebied.